# 岡山三大だんじり祭り
岡山三大だんじり祭り（おかやまさんだいだんじりまつり）は、岡山県内で行われるだんじり（山車）が有名な津山市の津山まつり、倉敷市児島の鴻八幡宮例大祭、真庭市の勝山まつり・久世祭りの総称。瀬戸内市の牛窓秋祭りを含める場合もある。筆頭は津山まつり。

## 概要
津山まつり（10月第3週の土日、第4週の土日）
岡山県指定重要有形民俗文化財のだんじり27臺をはじめ祭り全体で約50臺のだんじりが練る。
鴻八幡宮例大祭（10月第2週の土日）
岡山県重要無形民俗文化財の祭囃子「しゃぎり」が有名。だんじり18台と千歳楽（太鼓台）1基が練る。
勝山喧嘩だんじり(勝山祭り)（10月19、20日）・久世祭り（10月25、26日）
両祭りとも、だんじりをぶつけ合う「喧嘩だんじり」として有名。勝山は11台、久世は10台。
牛窓秋祭り（10月第4週の日曜）
牛窓独特の船型だんじり5台（岡山県指定重要有形民俗文化財）と大太鼓2台が練る。